# Historia económica de Dominica
Este artículo se refiere a la historia económica de Dominica

## Siglo XX

### Antes de la independencia
Hasta el 3 de noviembre de 1978 Dominica permanece como colonia británica bajo la Federación de las Indias Occidentales como un territorio atrasado y subdesarrollado, con un PIB que en 1970 alcanzada solamente 356 dólares per cápita. La economía seguía basada en la agricultura, en especial en la exportación de cocos y especialmente plátanos.

### Huracán David
De todos los desastres naturales ocurridos en Dominica este merece una mención especial, el Huracán David que tocó tierra en Dominica en 1979 arrasó el 80% de los hogares del país, dejando a tres cuartas partes de la población sin casa. Un 75% de las plantaciones de cocos y plátanos fueron destruidas, la ganadería también se vio gravemente afectada y puentes y carreteras fueron destruidas. Este shock tan gigantesco en la economía dominiquense lastró la economía de la isla durante una década Atendiendo a los datos de las Naciones Unidas, las exportaciones de productos primarios de Dominica descendieron un 32% en un año, y el PIB un 18%.
Sorprendentemente la recuperación fue asombrosa, y los dos años siguientes la economía insular creció un 14,3% y 12,1% en 1980 y 1981 respectivamente, en gran parte gracias a la ayuda de Inglaterra, Francia y Estados Unidos

### Años 80 y 90
En esta época la economía de Dominica creció en media a un ritmo superior al 4%, pero no cambió la estructura productiva, siguió siendo un país principalmente agrario, incluso hoy en día lo sigue siendo. Es notable este crecimiento, pues son años posteriores a la independencia del país y con una moderada inestabilidad política.

## Siglo XXI
El nuevo siglo empezó de una manera no tan positiva para el país, el descenso de precios mundiales de las bananas y de las exportaciones provocó una crisis en la economía de Dominica. Las exportaciones de bananas se redujeron a casi un tercio en 4 años, entre 2000 y 2003 pasaron de 28.788 toneladas a solamente 11.956. Esta situación provocó un replanteamiento de la estructura económica del país. Desde entonces se viene invirtiendo más recursos en potenciar el turismo en el país, lo cual les ha dado muy buenos resultados, de 130 millones de dólares del Caribe en 2000 en ingresos por turismo, se ha conseguido casi doblar esa cifra en 2009, llegando a los 192 millones.